# Arrallaba spheniscus
Genre
Espèce
Arrallaba spheniscus, unique représentant du genre Arrallaba, est une espèce d'opilions eupnois de la famille des Neopilionidae.

## Distribution
Cette espèce est endémique d'Australie. Elle se rencontre dans le Territoire de la capitale australienne dans les monts Brindabella et en Nouvelle-Galles du Sud dans le parc national du Kosciuszko.

## Description
La femelle mesure 4,07 mm.

## Publication originale
- Hunt & Cokendolpher, 1991 : « Ballarrinae, a new subfamily of harvestmen from the Southern Hemisphere (Arachnida, Opiliones, Neopilionidae). » Records of the Australian Museum, vol. 43, no 2, p. 131–169 (texte intégral).